# Elijah Burke
Elijah Samuel Burke (nascido em 24 de maio de 1978) é um profissional estadunidense de wrestling.

## Carreira
Burke foi um boxeador amador, em Jacksonville, Flórida e teve um recorde de 103 vitórias e 1 derrota. Sua única derrota veio por desclassificação após se negar parar de dar socos em seu adversário que estava inconsiente. Assinou em 2003 um contrato com a WWE e em 2006 estreou no programa SmackDown. Deixou a WWE em 10 de Novembro de 2008.No dia 7 de Agosto de 2009 assinou contrato com a Total Nonstop Action Wrestling com o ring name de The Pope D' Angelo Dinero e fez seu debut no Pay-Per-View Hard Justice. Em janeiro de 2013 ele comunicou, através de seu perfil no Twitter, o seu desligamento da TNA: "O contrato com a TNA expirou em 1º de janeiro e eu não renovarei. Obrigado a Dixie e a toda a família TNA pelo maravilhoso tempo que passei na empresa."

## No wrestling
- Finishers e golpes
  - Elijah Express (Double Knee Facebuster, ocasionalmente no corner)[2]
  - Elijah Experience
  - The Congregation (Leapfrog Body Guillotine)
  - Multiple Elbow Smashes, adaptado de Brother Ray
  - Scissored armbar – 2006
  - Outer Limitz Elbow Drop
  - German Suplex
  - Vertical Suplex
  - Multiple German Suplexes
  - 4–Up Combo
  - Dropkick
  - Elbow Drop
  - Back Chop
  - DDT
- Apelidos
  - The Silver–Tongued Pugilist
  - The Elijah Experience
  - The Black Pope
  - Paragon of Virtue
  - The Guiding Light

## Campeonatos conquistados
- Ohio Valley Wrestling
  - OVW Heavyweight Championship (1 vez)

## Outras participações
Burke foi convidado na série do Sci Fi Channel Ghost Hunters, no dia 31 de outubro de 2007, em um episódio especial de Halloween.